# 聖芳濟各書院
聖芳濟各書院（英語：St. Francis of Assisi's College）位於香港新界北區粉嶺，是一間由香港政府資助的全日制天主教中學，創于1977年，原校舍位於九龍石硤尾官立小學被「殺校」後騰出的校舍，在1993-97年間遷入粉嶺新校舍。

## 歷史
此校於1975年起開始籌辦，其後獲分配即將「殺校」的石硤尾官立小學校舍。然而，由於改裝工作需時，此校於1977年9月需借用同系白田天主教小學上課，一個月後才遷入舊校舍。隨著原有小學於1980年正式停辦，此校得以佔用整座校舍。
然而，由於舊校舍由小學校舍改裝，空間不敷應用，此校於1990年代初獲批現有校舍，並於1993年遷入現址；而舊校舍則於1997年正式停用。

## 辦學宗旨
聖芳濟各一生致力福傳事工，此校步武聖人的芳表，努力傳揚基督福音。除了早會及放學祈禱外，每逢主保瞻禮、聖誕節、復活節等宗教慶日，均舉行大型宗教禮儀，藉此向同學傳揚基督愛的訊息。此外，天主教同學會及慕道班定期舉行宗教活動，以加深同學對天主教的瞭解。近年，天主教同學會亦舉行跨境朝聖。至今，已經涉足澳門、福建及上海等地。未來將放眼世界，前往其他國家朝聖，例如南韓。

## 校舍

### 現存校舍
現有的校舍為一所1988年版靈活式校舍，本身設有26間課室及各種特別室，並曾於2000年代加建新翼及升降機。承建商為劍虹建築工程有限公司，於1993年竣工。
按照原有計劃，此校將遷入鳳溪廖萬石堂中學現址校舍；然而，由於預留土地直至1989年仍未釋出，政府決定改於現址另建校舍重置，以免拖延遷校進度。

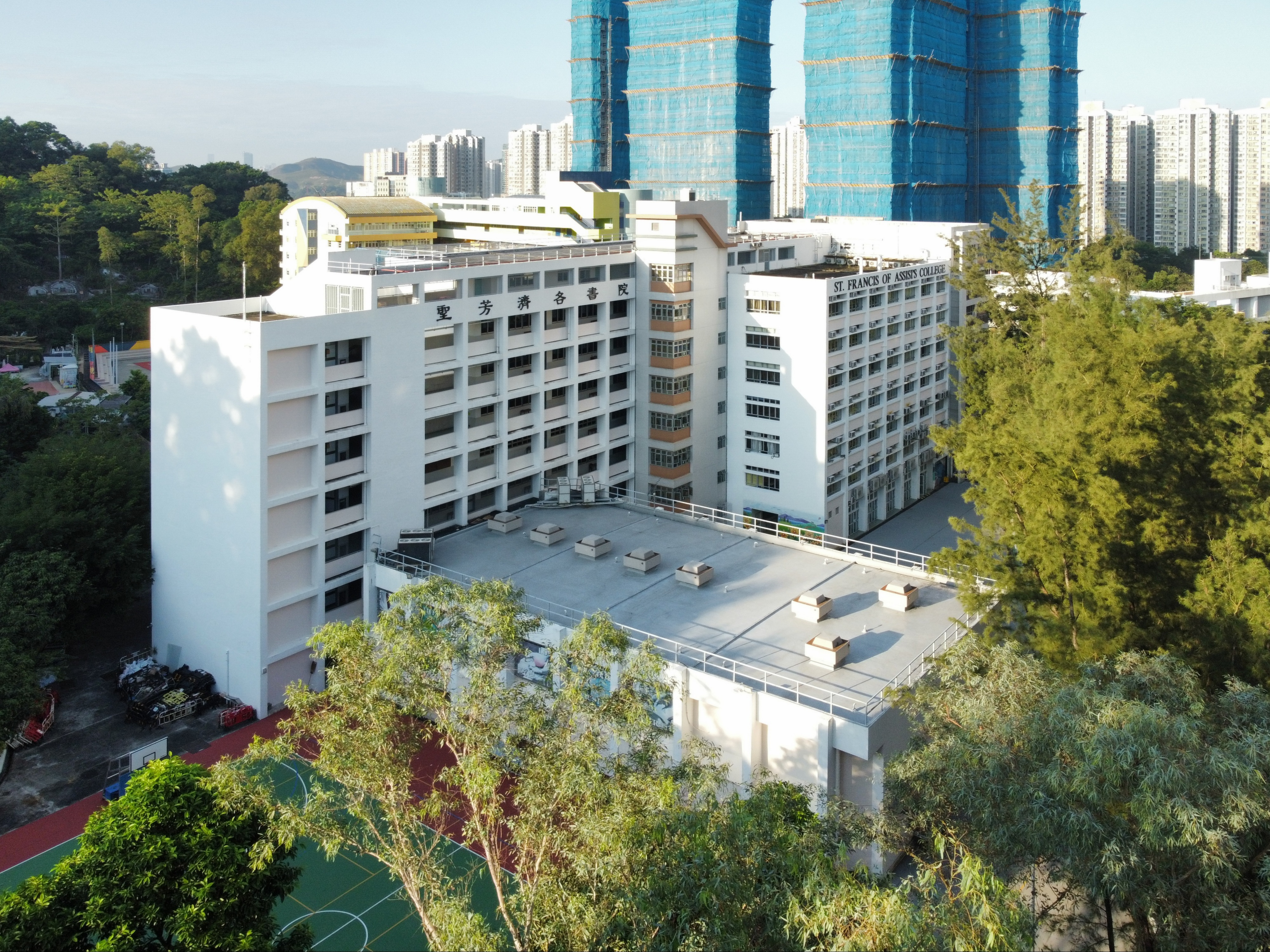

### 舊校舍
舊有校舍為一所標準官立小學校舍，於1959年建成，佔地2,200平方米，設有24間課室及少量特別室。因石硤尾官立小學上午校於1980年亦告「殺校」，此校得以佔用整個校舍。
隨著舊址所有級別於1997年畢業，原來校舍隨即被交還，自1999年起用作聖方濟愛德小學校舍，直至該校於十年後遷校為止。及後，因「雙非學童」入學潮的緣故，舊校舍暫時批予基督教香港信義會深信學校作有時限擴展。

## 歷屆行政人員

### 校監
- 范錦棠 神父[8]
- 蕭思銓 先生（現任校監）

### 校長
- 儲富有 先生（1977年-2000年，創校校長，由長沙灣天主教英文中學調任，後調回原校）
  - 容可度 先生（1993年-1997年，舊校舍校長；2000年，署理校長）
- 蔡高亮 先生（2001年-2012年）
- 劉文傑 先生（2012年-2017年）
- 易浩權 博士（2017年-2021年）
- 馬慧茹 女士（2021年履新，現任校長）

## 著名/傑出校友或教職員

### 石硤尾時期
- 梁惠心：雨夜屠夫案其中一名受害者 (1982年中五)[9]
- 黃偉文：填詞人
- 陳廣仁：獨立音樂人、饒舌歌手 (1989年中五)
- 莫可欣：1993年香港小姐冠軍及女演員
- 蕭正楠：無綫電視藝員 (1994年中五)

### 粉嶺時期
- 袁兆昌：作家
- 容祖兒：香港著名歌手 (1999年中七)[10]
- 許家傑：無綫電視藝員[11]
- 李嘉進：香港甲組足球員[12]
- 李嘉耀：香港超級聯賽球隊冠忠南區球員(2009年中五、2010年中五 (重讀))[13][14]
- 秦楚瀅 (曾芷婷)：網名「娜美」，網絡紅人、意見領袖 (KOL)
- 楊啓聰：香港教育大學文化與創意藝術學系講師
- 鍾貝琪：香港女子足球代表隊及傑志女子足球隊主力後衛[15][16]
- 李頴欣：香港女子足球代表隊及愉園女子足球隊主力前鋒
- 鄧明輝：著名美少女戰士收藏家，憑擁有4450件《美少女戰士》藏品，被健力士世界紀錄確認為全球收藏《美少女戰士》產品最多的人[17]
- 張凱傑：《大城誌》創辦人、《紅磚危城》導演，獲紐約電視電影節人道紀錄片金獎

## 外部連結
- 學校網址 （页面存档备份，存于）